# Hirschmann Automotive
Hirschmann Automotive este o companie producătoare de componente auto din Austria.
Compania deține trei unități de producție, în Austria, Cehia și România.
Fabrica din România este situată în Chirileu, localitate lângă Târgu-Mureș, aceasta fiind și cea mai mare fabrică a grupului.
În februarie 2011, la fabrica din Mureș lucrau 1.100 de angajați,
față de 500 în anul 2008.
Hirschmann Romania a fost înființată în anul 2007 și produce cablajele pentru senzorii de parcare și de baterie, cablaje pentru oglinzi, pentru cutii de viteză automate și pentru motoare.
Producția Hirschmann România este exportată în totalitate, clienții finali fiind constructorii auto germani Daimler și BMW.
Cifra de afaceri a subsidiarei din România a fost în anul 2010 de 30 milioane euro, cu 45% mai mare față de 2009.